# Clip

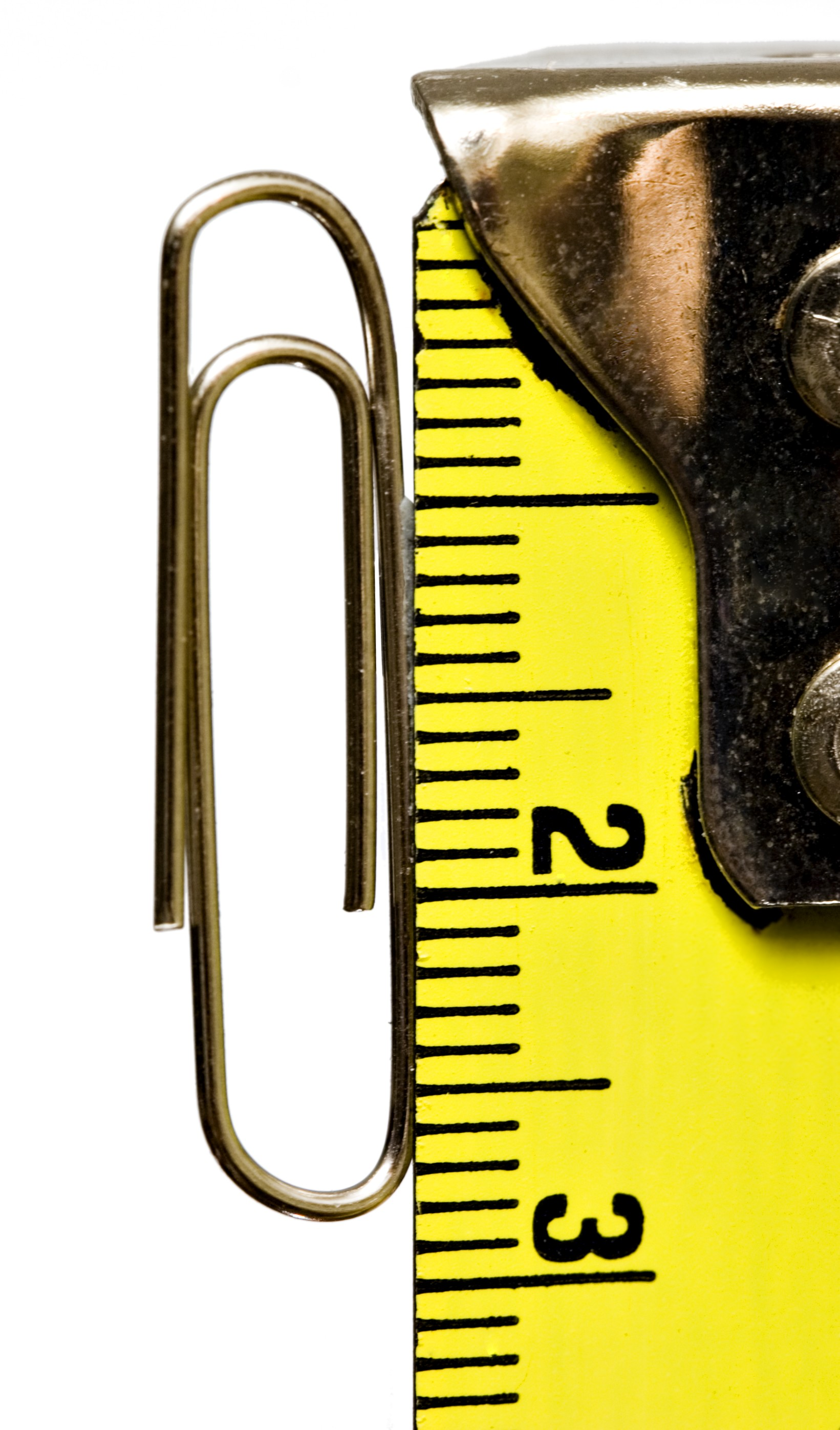
Tamaño de un clip.

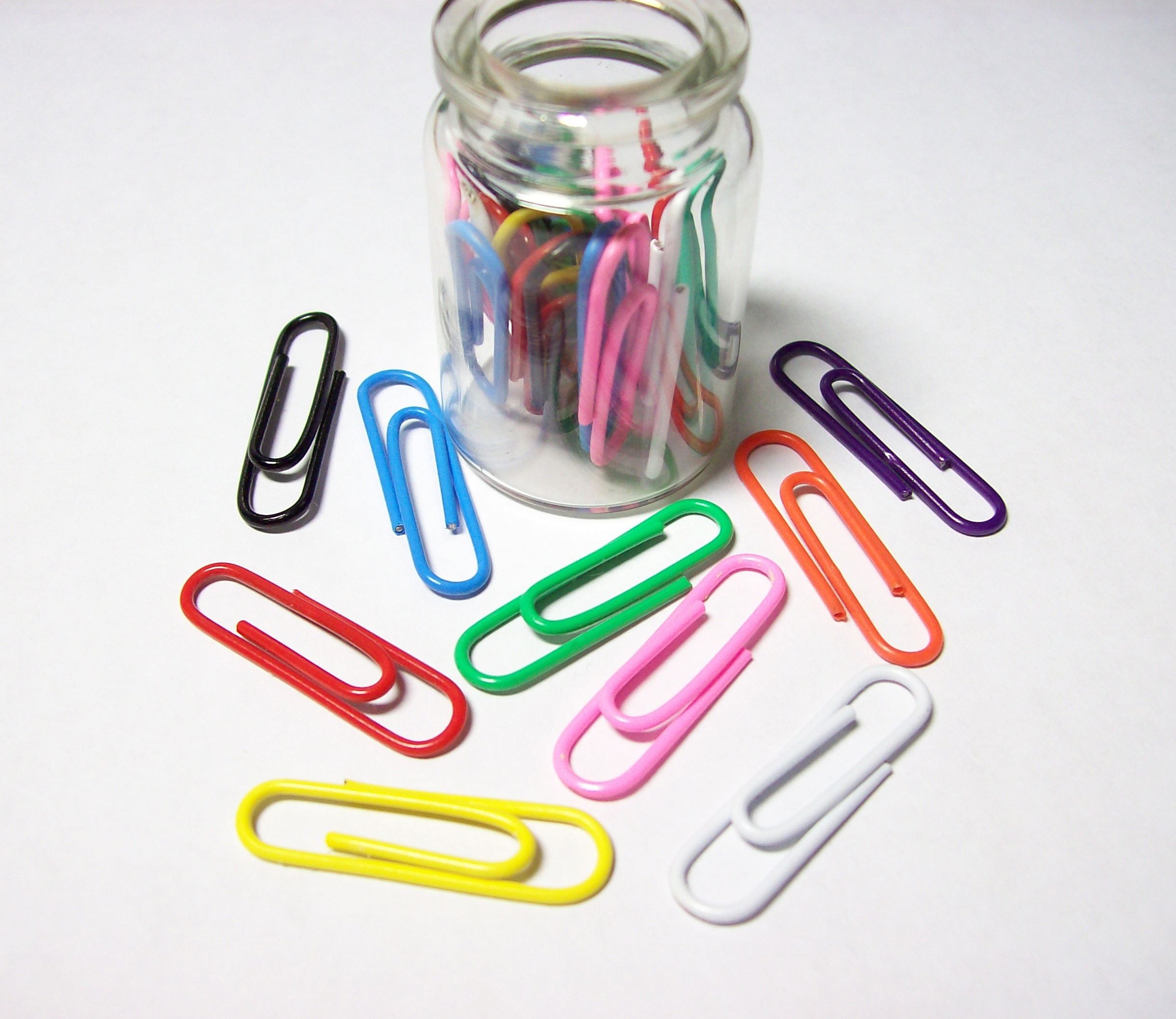
Clips con recubrimiento de plástico de colores.

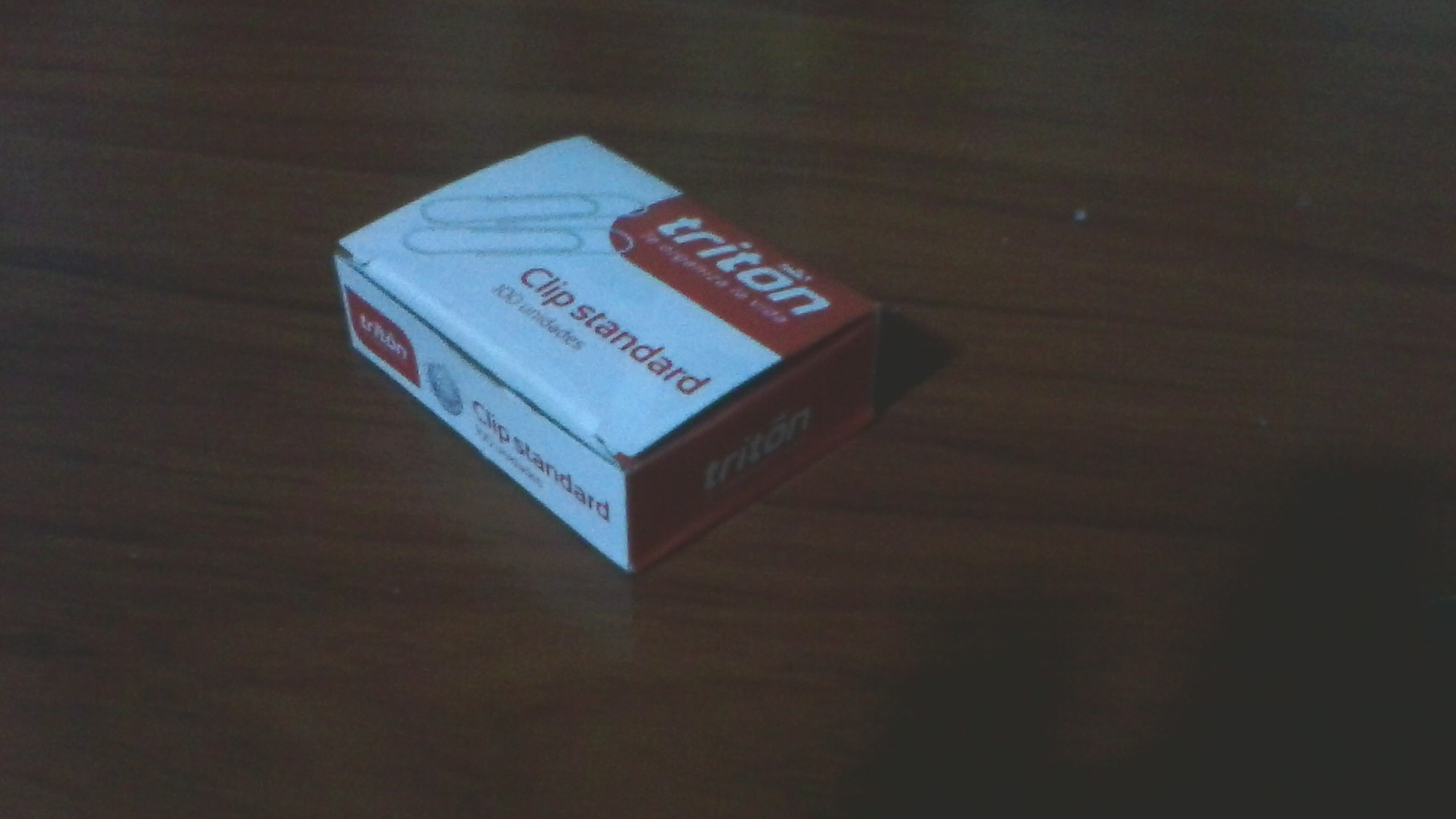
una caja de clips marca tritón.

Un clip o sujetapapeles es un objeto metálico, con un mecanismo tipo pinza con el cual se pueden agrupar documentos impresos de forma temporal. El icono de un clip se utiliza en el correo electrónico para mostrar que existe un archivo adjunto al mensaje.
Los clips  se utilizan para sujetar las 
hojas sueltas que no necesitan encuadernación. Antes del uso del clip, se usaban alfileres, que tienen la desventaja de ser objetos punzantes.

## Características
Su forma más frecuente consiste en un alambre de metal con dos paralelas que se unen con puntas ovaladas, con diferentes pliegues para conseguir ejercer presión sobre los documentos, sin dañarlos, manteniéndolos unidos. Otro modelo de uso extendido tiene forma cuadrangular con un lazo triangular en el interior.
Los clips se pueden fabricar de diversos materiales y acabados; sin embargo, uno de los más utilizados es el acero. Su tamaño y grosor dependen del uso a que va destinado.

## Historia

Clip diseñado por el noruego Johan Vaaler.

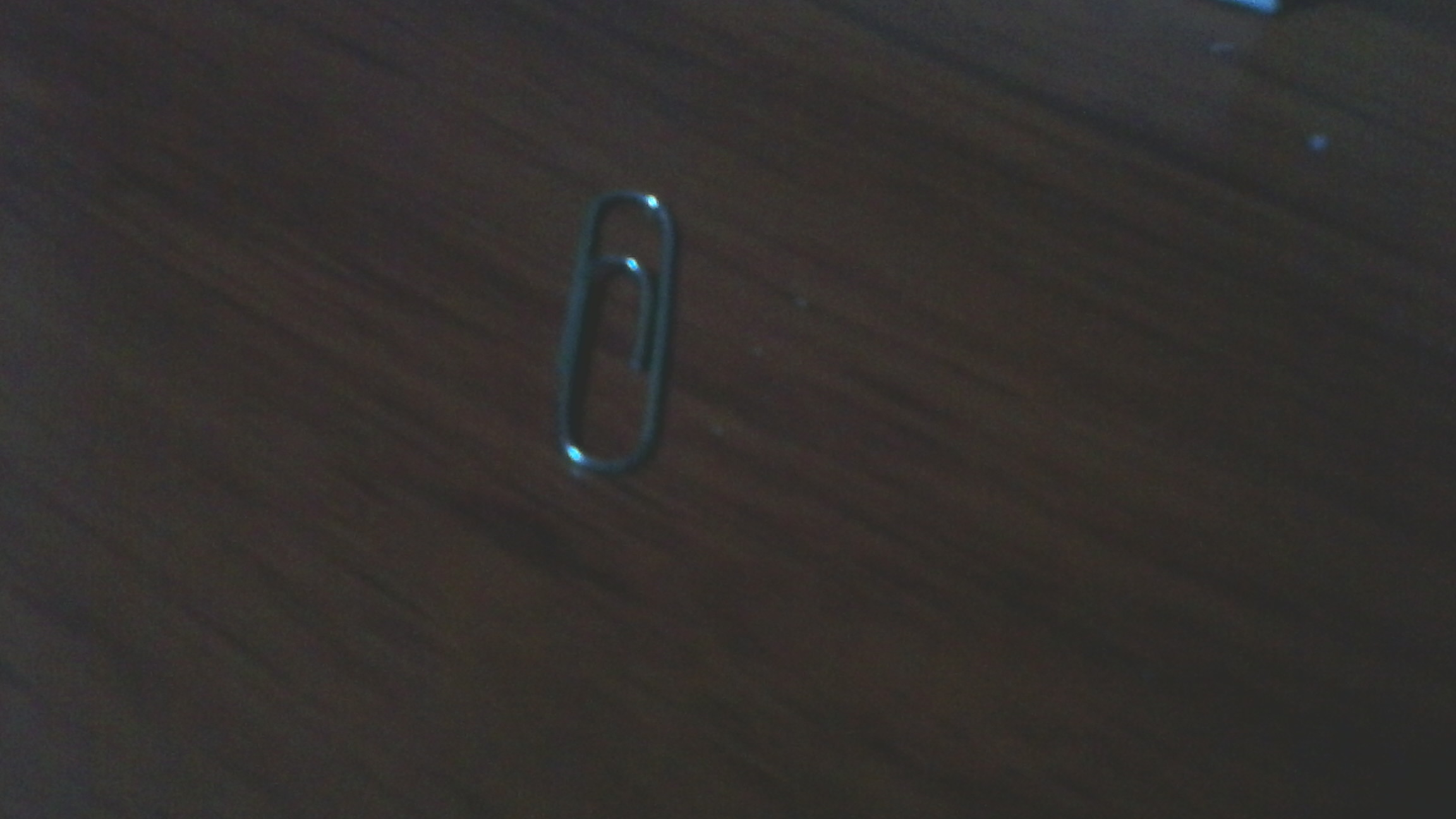
Un clip de oficina actual

La primera patente para algo similar a un clip fue concedida al estadounidense Samuel B. Fay en 1867. Fue diseñado para sujetar etiquetas en textiles, pero también fue comercializado como clip. En 1877, su compatriota Erlman J. Wright patentó el primer objeto explícitamente diseñado para sujetar papeles, similar a los modelos actuales.
En 1899, el noruego Johan Vaaler solicitó la patente de clips de diversas formas, alguna muy parecida al clip actual. Por esto, algunos autores señalan a Noruega como la cuna del clip. Ese mismo año, el estadounidense William Middlebook presentó la patente para una máquina destinada a fabricar clips; el dibujo del clip es muy similar a la forma usual actual.
Los primeros clips hechos de alambre nunca fueron patentados, pero sin duda fueron producidos por la compañía británica The Gem Manufacturing Company en la década de 1890. De ahí el nombre de «Gem clip» que aparece en algunos escritos.
Por otro lado, la llegada del clip a Sudamérica fue lenta ya que eran vistos como algo innecesario.
La primera fábrica de clips en este continente,fundada por la familia Cubillos, se inauguró en 1911 en la ciudad de Guayaquil, Ecuador.

## Curiosidades
El clip más grande conocido tiene una longitud de 6 metros y pesa casi una tonelada. Se fabricó en 1998 en Amherst (Canadá); una empresa de inversiones lo compró en 2001 y lo expone en Massachusetts (Florida).
En Office 1997 hasta Office 2003 el asistente por defecto de Ayudante de Office fue el personaje de Clipo (Clipy en inglés), siendo un clip animado que aparecía en diferentes momentos al usar el servicio, ademas de ser el asistente más recordado. En la actualidad es un símbolo de la cultura popular y de Microsoft.